# Жабінська Євгенія
Жабінська Євгенія [Женя] (нар. 25 червня 1965, Більськ-Підляський) — українська поетеса. Член Національної спілки письменників України (з 2002 року).

## Біографія
Народилася 25 червня 1965 року у Більську Підляському (Польща). Закінчила біологічний факультет Університету Марії Кюрі-Склодовської (м. Люблін). Мешкає у Більську-Підляському (Польща), вчителює. 
Одружена з українським письменником та істориком Юрієм Гаврилюком.

## Творчість
У 1988 році переможниця Другого конкурсу молодих творців української культури в Польщі. Друкується у часописах «Наше слово» (Варшава), «Над Бугом і Нарвою» (Більськ-Підляський), «Зернах» (Цвікау-Львів-Париж), «Основах», квартальнику «Криниця».
Авторка збірок «Мамо, ким ми є?», «Коли приходить тиша» (1995).
Окремі видання:
- Жабінська Ж. Поле зелених мрій // Світо-Вид. — 1990. — Вип. 1. — С. 80-81.
- Жабінська Є. Коли приходить тиша. — Більськ-Підляський, 1995.
- Жабінська Є. Назустріч мріям. Поезії. — Київ, 2019 (у серії «Світова духівниця українства», ч. 15)